# Pessat-Villeneuve
Pessat-Villeneuve település Franciaországban, Puy-de-Dôme megyében. Lakosainak száma 744 fő (2022. január 1.). Pessat-Villeneuve Varennes-sur-Morge, Clerlande, Riom, Saint-Bonnet-près-Riom és Chambaron-sur-Morge községekkel határos.

## Népesség
A település népességének változása:
| Lakosok száma | 541  | 618  | 661  | 667  | 678  | 706  | 719  | 731  | 744  |
|               | 2013 | 2015 | 2016 | 2017 | 2018 | 2019 | 2020 | 2021 | 2022 |